# عزبة الأشراك
قرية عزبة الاشراك هي إحدى القرى التابعة لمركز شبراخيت في محافظة البحيرة في جمهورية مصر العربية. حسب إحصاءات سنة 2006، بلغ إجمالي السكان في عزبة الاشراك 791 نسمة، منهم 370 رجل و421 امرأة.